# Eugenia Maria del Pino Veintimilla
Eugenia Maria del Pino Veintimilla (nascuda el 1945, Quito, Equador) és biòloga del desenvolupament a la Pontifícia Universitat Catòlica de l'Equador (Pontifícia Universitat Catòlica de l'Equador) a Quito. Va ser la primera ciutadana equatoriana elegida a l'Acadèmia Nacional de Ciències dels Estats Units (2006). Va rebre el Premi 2019 de la Societat Llatinoamericana de Biologia del Desenvolupament per les seves sòlides contribucions a la investigació a l’Equador i, en general, a la promoció de la Biologia del Desenvolupament a l’Amèrica Llatina.

## Biografia
Del Pino va néixer i va créixer a Quito, Equador. Es va llicenciar a la Pontifícia Universitat Catòlica de l'Equador (PUCE), Quito, 1967. Després va estudiar als Estats Units d'Amèrica i va obtenir el títol de M.Sc. Vassar College, 1969, i doctorat. Universitat Emory, 1972. En acabar el doctorat, va tornar a l'Equador i es va incorporar a la facultat de la Pontifícia Universitat Catòlica de l'Equador a Quito.
Va ser professora de Biologia del 1972 al 2013. És professora emèrita de PUCE des del 2013 i participa en el tema de la seva carrera científica, l’anàlisi del desenvolupament primerenc de la granota.
Va ocupar el càrrec de cap de ciències biològiques, de 1973 a 1975.
Amb una beca de la Fundació Alexander von Humboldt, va fer investigacions al Centre Alemany d'Investigació del Càncer, Heidelberg, 1984-1985. Va ser becària Fulbright al laboratori del Prof. Joseph Gall, Carnegie Institution for Science, Departament d'Embriologia de Baltimore, MD, EUA, 1990.
Eugenia del Pino és reconeguda com la principal biòloga del desenvolupament d’Amèrica Llatina per la Societat Llatinoamericana de Biologia del Desenvolupament.

## Recerca i Carrera
La seva és una història de determinació implacable i que abraça totes les oportunitats que li van oferir diverses institucions. Va rebre formació per convertir-se en professora de secundària a PUCE, en el moment en què el president John F. Kennedy va iniciar el programa Alliance for Progress amb Amèrica Llatina. Alguns equips i alguns professors van ser enviats a l'Equador per ajudar a la formació de professors de ciències de secundària. Una de les seves professores, la doctora Cándida Acosta, la va animar a sol·licitar una beca per fer estudis de postgrau als Estats Units d'Amèrica. Va rebre una beca del Programa de beques llatinoamericanes de les universitats americanes (LASPAU) i una beca internacional de l'Associació Americana de Dones Universitàries pels seus estudis de postgrau als EUA. Eugènia va obtenir un Mestratge en Ciències de la Universitat de Vassar i va passar a la Universitat d'Emory a Atlanta per obtenir un doctorat amb un gran mentor, Asa Alan Humphries, Jr. La seva tesi va tractar el paper de l'ou gelea en la fertilització de Xenopus laevis . Quan va tornar a l’Equador el 1972 es va convertir en professora de Biologia a la PUCE, la seva universitat original de Quito, i va desenvolupar la seva carrera científica a l’Equador.
A través d’ella, la biologia del desenvolupament va florir en un lloc molt improbable: en no tenir fons per comprar Xenopus laevis, es va trobar amb una granota, anomenada Gastrotheca riobambae, als mateixos jardins de la seva universitat. Una granota que va desenvolupar en un sistema de primer ordre per estudiar l'evolució de les adaptacions del desenvolupament. Gastrotheca és una granota marsupial que porta els ous en una bossa a l'esquena, on el mascle els empeny amb les extremitats posteriors. Aquesta forma de reproducció terrestre es produeix únicament a les granotes llatinoamericanes de la família Hemiphractidae. Fora de la intensa competència pels llocs reproductius de la selva tropical sud-americana s'havia desenvolupat més de 90 espècies d’aquestes granotes, en què la femella incuba els embrions dins del cos aportant paral·lelisme a la reproducció dels mamífers.
Els embrions de granotes marsupials es desenvolupen en condicions salines que normalment es troben al cos en contrast amb el mode de desenvolupament aquàtic que es troba a Xenopus i moltes altres granotes. Les granotes tradicionals i les granotes marsupials també difereixen en la manera com els seus embrions excreten residus. Els capgrossos de natació lliure excreten amoníac, que seria tòxic si s'acumulés en zones properes. Eugenia del Pino va descobrir que els embrions de granota marsupial excreten urea en lloc d'amoníac. Va descobrir que l'addició d'urea, que arriba a nivells elevats a la bossa, permet que els ous es desenvolupin fora de la mare granota marsupial. La urea és un producte residual nitrogenat que els embrions de granota marsupial utilitzen per a la retenció d’aigua en les condicions d’estrès hídric de la bossa materna.
Els ous d’aquestes granotes són molt grans, oscil·len entre 3 i 10 de diàmetre de mm en diferents espècies i contenen els nutrients necessaris per al desenvolupament fins a la metamorfosi. Va descobrir que Gastrotheca es desenvolupa com un embrió de pollets a la superfície del rovell. No obstant això, en lloc d'una ratxa primitiva hi ha un blastopore circular envoltat d'un disc embrionari. Sorprenentment, l'extensió només comença després de concloure la involució al blastopor, demostrant que aquests moviments importants es poden dissociar de la mateixa gastrulació. Les seves anàlisis van revelar una àmplia modularitat en els processos de desenvolupament que guien el tancament del blastopor i l'allargament del notocordi en amfibis, característiques que es correlacionen amb els modes reproductius i les adaptacions ecològiques.
Els embrions plans de Gastrotheca estenen bells rierols cel·lulars de la cresta neural cranial i arcs branquials. Part de la cresta neuronal es converteix en les "brànquies de les campanes" que formen una rica xarxa de capil·lars que envolten l'embrió a la bossa i intercanvien gasos amb la circulació materna, mentre que encara estan separats per l'embolcall de l'ou. Es tracta d’una mena de versió amfibia d’una placenta sense úter.
Eugenia del Pino va estudiar moltes altres granotes marsupials i en va trobar una de veneçolana anomenada Flectonotus pygmaeus que s'ha adaptat al seu òvul gran tenint oòcits que en fases inicials tenen fins a 3000 nuclis meiòtics en una sola cèl·lula. Els nombrosos nuclis es perden gradualment fins que en l’ovòcit rovellat madur només en queda un de sol, formant una sola vesícula germinal. El descobriment d'Eugenia de les sorprenents adaptacions biològiques de les granotes marsupials va conduir a un famós article científic americà el 1989.
El seu treball li va portar a l'elecció a l'Acadèmia Llatinoamericana de Ciències, The World Academy of Sciences for the Advancement of Science in Countries in Developing Countries, i el 2006 es va convertir en el primer membre de l'Acadèmia Nacional de Ciències dels Estats Units. de l’Equador. Va rebre el premi L’Oreal-Unesco per a les dones en ciència per a Amèrica Llatina. La vida d’Eugenia ens mostra com identificar un problema biològic interessant i desentranyar-ne el mecanisme pot portar la ciència a qualsevol país que permeti la creativitat.
Eugenia del Pino va establir tota una escola de biologia a l’Equador centrada en les adaptacions evolutives del desenvolupament.

## Ensenyament i contribucions a la societat
Eugenia del Pino va introduir el camp de la biologia del desenvolupament a l’Equador i durant molt de temps la PUCE, la seva institució d’origen, va ser l’única universitat de l’Equador amb un curs teòric i pràctic de pregrau en aquesta matèria, i el seu laboratori va ser l’únic laboratori productiu de recerca en biologia del desenvolupament. Els seus programes de recerca van ser impulsats principalment per estudiants de primer cicle, ja que no hi havia programes de postgrau disponibles a l’Equador en aquell moment.
La col·laboració científica va ser un dels seus punts forts. Es va associar amb científics dels EUA, Japó, Regne Unit i Alemanya. Ho va fer de manera informal, o mitjançant programes com la Fundació Alexander von Humboldt i les beques Fulbright. La seva productiva carrera científica va donar lloc a la formació del que actualment és una generació activa de científics llatinoamericans. El seu èxit es deu a la seva dedicació i capacitat per formar estudiants universitaris en recerca. El seu registre de publicacions és un testimoni del seu compromís científic amb la formació universitària, ja que molts coautors eren els seus propis estudiants universitaris. Eugenia del Pino va formar més de 300 estudiants tant a través de la seva docència com de la seva investigació.
L’Equador va ser un dels pocs països d’Amèrica Llatina que no tenia una Acadèmia de Ciències. Per aquest motiu, Eugenia va convidar diversos col·legues a discutir la possibilitat d'establir l'Acadèmia Nacional de Ciències de l'Equador (aka ACE per les seves sigles en castellà). Ella i els seus col·legues van redactar els estatuts i van obtenir el reconeixement legal del govern de l’Equador. El 2013, la Secretaria de Ciència i Tecnologia de l’Equador (SENESCYT) va reconèixer l’ACE. Els sis col·legues es van convertir en els membres fundadors d'ACE. Va ser vicepresidenta d’ACE del 2013 al 2016. La pertinença a ACE va créixer els anys següents i compta amb més de 50 becaris. ACE proporciona reconeixement als seus becaris, permet la comunicació entre científics equatorians i busca intercanvis amb institucions nacionals i estrangeres.
Durant uns 25 anys del Pino va contribuir a l'educació per a la conservació de l'arxipèlag de les Galápagos. Va ajudar a la Fundació Charles Darwin per a les Illes Galápagos en l'establiment d'un programa de beques per a estudiants equatorians a les Illes Galápagos. Va ser vicepresidenta de la Fundació Charles Darwin durant diversos anys als anys noranta. Més tard, a causa de les limitacions de temps, es va retirar de les activitats de conservació de les Galápagos.
El seu treball l’ha convertit en una figura d’importància a la ciència de l’Equador i d’Amèrica Llatina.

## Premis
- Diploma en Educació i Conservació a les Illes Galápagos, World Wildlife Fund. Gland, Suïssa, 1986.
- Medalla atorgada per la Charles Darwin Foundation per a les Illes Galápagos,[22] 1999
- Membre fundador Sociedad Ecuatoriana de Biología.
- Membre estranger honorari de la Societat Americana d’Ictiòlegs i Herpetòlegs, 1996.
- Membre de l' Acadèmia Llatinoamericana de Ciències[18] (ACAL) 1987.
- Membre de l'Acadèmia Mundial de Ciències per a l'avanç de la ciència als països en desenvolupament, 1989.[19]
- L'OREAL - Premi UNESCO per a les dones en ciència per a Amèrica Llatina, 2000.[25]
- Sheth Distinguished International Emory Alumni Award, 2003.[26]
- Premi "Pluma de la Dignitat" atorgat per l'Associació Nacional de Periodistes de l'Equador, 2003.
- Conferència sobre la medalla de l'Acadèmia Mundial de les Ciències per a l'avanç de la ciència als països en desenvolupament, 2005.
- Medalla Eugenio Espejo sobre les ciències atorgada pel Consell i l'alcalde de Quito, 2005.
- Membre estranger honorari de l'Acadèmia Americana de les Arts i les Ciències, 2006.
- Associada estrangera de l'Acadèmia Nacional de Ciències dels Estats Units d'Amèrica, 2006.
- Premi Nacional Eugenio Espejo (Premi Nacional Eugenio Espejo) atorgat pel Govern de l’Equador, Quito, 2012.[27]
- Medalla Eugenio Espejo sobre les ciències atorgada per la Cambra de Comerç de Quito 2012 (Cámara de Comercio de Quito[24]).
- Membre fundador de l'Acadèmia de Ciències de l'Equador, 2013.
- Premi Societat Llatinoamericana de Biologia del Desenvolupament 2019 (Buenos Aires, Argentina).[3]